# Fedje kommun
Fedje kommun (norska: Fedje kommune) är en ökommun i landskapet Nordhordland i Vestland fylke i västra Norge. Kommunens centralort är tätorten Fedje (uttalas Feie). Kommunen har över 100 öar. Huvudön heter just Fedje och är den västligaste bebodda ön i Norge.
Tidigare har kommunen hört till dåvarande Hordaland fylke.

## Administrativ historik
Fedje kommun upprättades 1947 genom utbrytning ur Austrheims kommun. Kommunen hade 920 invånare vid upprättandet. Sedan dess har kommunens gränser förblivit oförändrade.

## Tätorter
I Fedje kommun finns en tätort:
- Fedje (centralort)

## Socknar
Inom Norska kyrkan motsvaras Fedje kommun av Fedje socken i Nordhordlands prosteri i Bjørgvins stift.

## Bilder

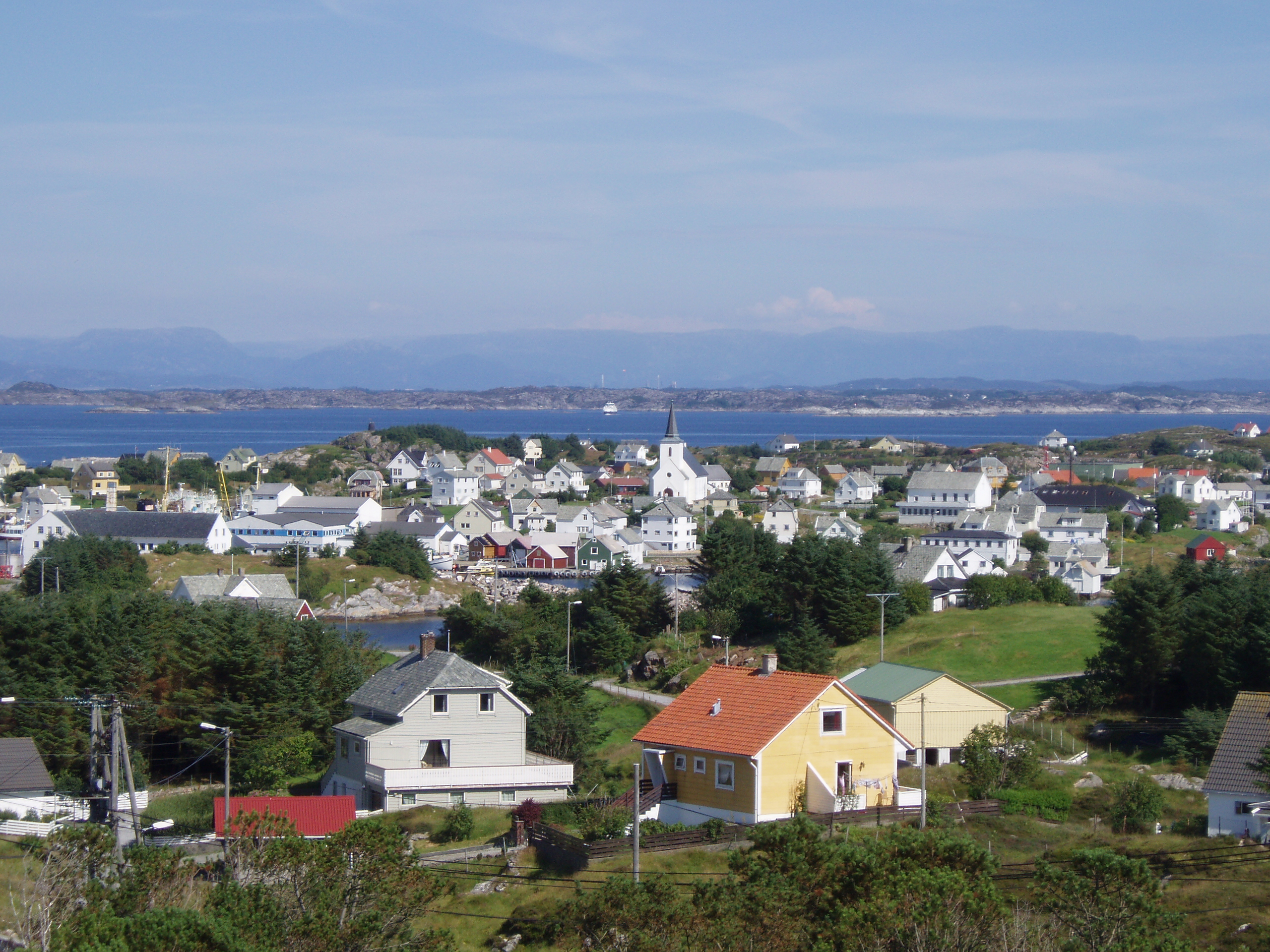
Centralorten Fedje.
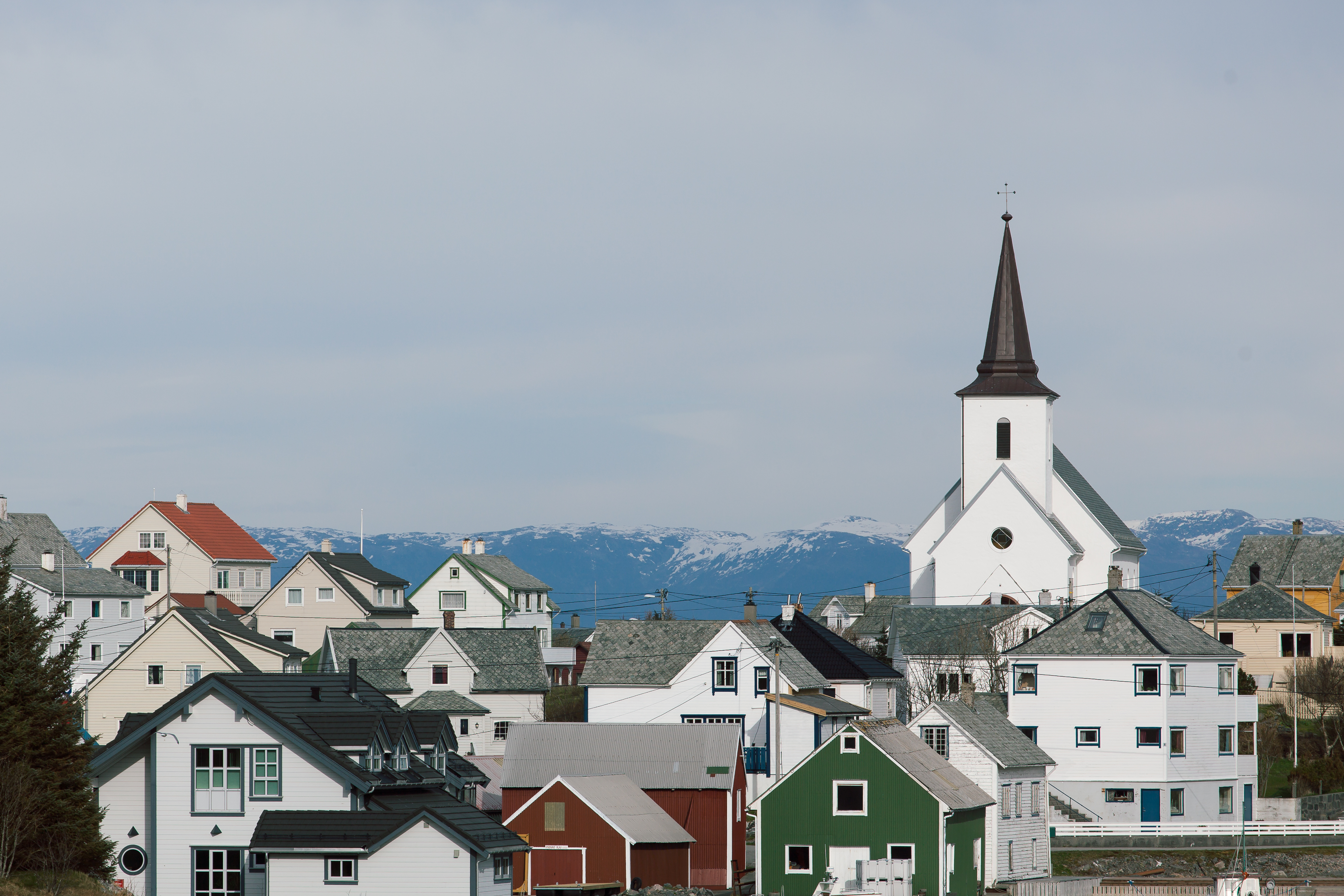
Fedje kyrka.
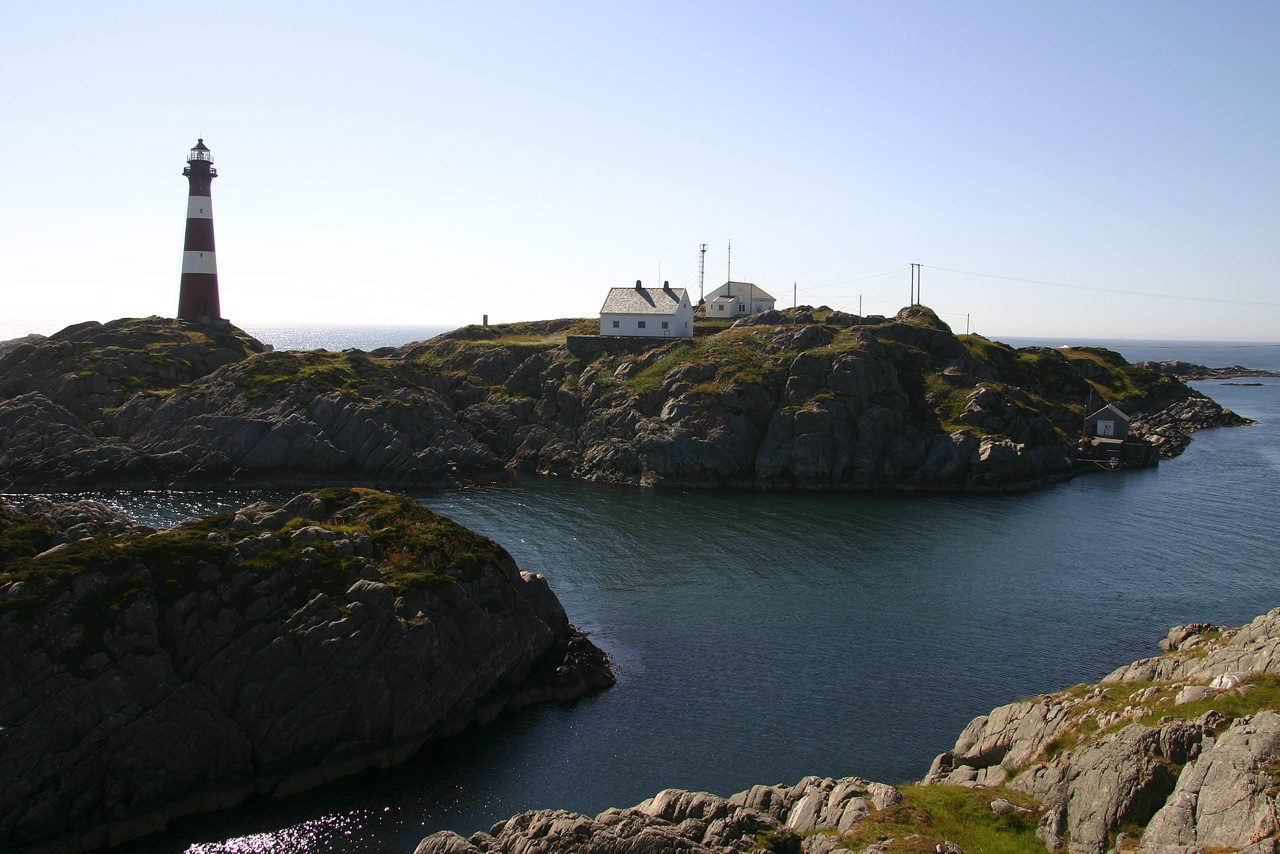
Hellisøy fyr.